# Zofia (województwo wielkopolskie)
Zofia – wieś w Polsce położona w województwie wielkopolskim, w powiecie konińskim, w gminie Sompolno, w sołectwie Biele.
W latach 1975–1998 miejscowość należała administracyjnie do województwa konińskiego. Według danych z roku 2009 liczyła 88 mieszkańców, w tym 45 kobiet i 43 mężczyzn.
Mieszkańcy Zofii wyznania katolickiego przynależą do parafii św. Jadwigi w Lubstowie.